# Saison 2015-2016 des Penguins de Pittsburgh
Autres saisons
Saison suivante
La saison 2015-2016 des Penguins de Pittsburgh est la quarante-neuvième saison de la franchise de hockey sur glace au sein de la Ligue nationale de hockey. 
Au cours de cette saison, les Penguins connaissent un début de saison compliqué emmenant le départ de l'entraîneur Mike Johnston remplacé par Mike Sullivan en décembre. Ils terminent tout de même la saison régulière deuxièmes de leur division et passent par la suite tous les tours des séries pour jouer la finale de la Coupe Stanley contre les Sharks de San José , le 12 juin 2016, la quatrième de leur histoire. Le capitaine de l'équipe, Sidney Crosby est désigné meilleur joueur des séries éliminatoires et remporte le trophée Conn-Smythe allant avec.

## Contexte de la saison
À la fin de saison précédente, les Penguins finissent à la quatrième place de leur division alors qu'ils ont passé une partie de la saison en tête de la division. Ils ne se qualifient que de justesse pour les séries éliminatoires et sont éliminés dès les quarts de finale par les Rangers de New York en cinq matchs.
L'équipe étant en recherche d'un soutien sur les ailes pour leurs deux joueurs de centre vedettes, Sidney Crosby et Ievgueni Malkine, un échange d'envergure est réalisé le 1er juillet avec les Maple Leafs de Toronto pour faire venir Phil Kessel au sein des Penguins. Fin juillet, l'équipe échange Brandon Sutter contre Nick Bonino et Adam Clendening. Ils signent également un contrat avec l'agent libre, Eric Fehr.
Quelques jours plus tard, le directeur général de l'équipe, Jim Rutherford, signe un contrat avec Matt Cullen, vétéran de la LNH et champion de la Coupe Stanley sous la direction de Rutherford en 2006. L'inter-saison est également importante au niveau des départs des Penguins puisqu'ils perdent des joueurs important comme Christian Ehrhoff et Paul Martin, deux joueurs importants de la défensive de l'équipe.

## Saison régulière

### Détails de la saison régulière

#### Octobre
Les Penguins commencent leur saison le 8 octobre par une rencontre contre les Stars de Dallas sur la patinoire de ces derniers et ils s'inclinent 3-0. Pour la première fois de son histoire, l'équipe des Penguins compte pour ce premier alignement une majorité de joueurs américains avec 13 joueurs des États-Unis sur 23. Ils perdent également le match suivant dans la salle des Coyotes de l'Arizona qui s'imposent également 2-1, le seul but de Pittsburgh étant inscrit par leur nouveau joueur, Phil Kessel. Le 13 octobre, les joueurs de Pittsburgh participent à leur premier match de la saison devant leur public mais sont battus par les Canadiens de Montréal. L'équipe des Penguins enregistre sa première victoire deux jours plus tard, toujours dans le Consol Energy Center avec un blanchissage pour la défense des Penguins et leur gardien, Marc-André Fleury 2-0 contre les Sénateurs d'Ottawa.
Le 17 octobre, ce même Fleury devient le 45e gardien de l'histoire de la LNH à participer à son 600e match dans la ligue et avec 26 arrêts, il permet à son équipe de battre les Maple Leafs de Toronto 2-1. Le sixième match de la saison est une victoire pour les Penguins grâce à Ievgueni Malkine qui inscrit le but de la victoire en prolongation mais ils chutent lors du septième match avec une nouvelle défaite contre les Stars 4-1. Fleury et les Penguins remportent les deux matchs suivants. Le 29 octobre, l'équipe de Pittsburgh accueille les Sabres de Buffalo dirigé par l'ancien entraîneur des Penguins, Dan Bylsma. Pour les Penguins, Mike Johnston décident de confier les buts de l'équipe à Jeff Zatkoff pour son premier match depuis la fin de la saison précédente. Il réalise 50 arrêts pour la sixième victoire des siens depuis les débuts de la saison. Fleury est de retour devant les filets des Penguins pour la dernière rencontre du mois et il réalise un nouveau blanchissage 4-0 avec 21 arrêts sur la glace des Maple Leafs, l'ancienne équipe de Kessel.

#### Décembre
Le 12 décembre, alors que les Penguins comptent 15 victoires, 10 défaites et 3 défaites en prolongation, le directeur général de l'équipe, Jim Rutherford, annonce qu'il a été décidé de changer la direction de l'équipe en se séparant de Mike Johnston ainsi que de son assistant, Gary Agnew. Mike Sullivan, entraîneur des Penguins de Wilkes-Barre/Scranton est nommé à la place de Johnston.

#### Mars
Le 11 mars, au cours d'une victoire 3-2 contre les Blue Jackets de Columbus, au début de la deuxième période de jeu, Malkine quitte le match après un contact derrière le but adversaire. La direction annonce quelque temps plus tard, qu'il va devoir 6 à 8 semaines de jeu alors qu'il est le deuxième pointeur de la formation avec 58 points.

### Match après match
| No | Date         | Résultat                | Adversaire                | Lieu         | Score | Salle (affluence)                 | Bilan (V-D-N) | Pts |
| -- | ------------ | ----------------------- | ------------------------- | ------------ | ----- | --------------------------------- | ------------- | --- |
| 1  | 8 octobre    | défaite                 | Stars de Dallas           | Dallas       | 0-3   | American Airlines Center (18 532) | 0-1-0         | 0   |
| 2  | 10 octobre   | défaite                 | Coyotes de l'Arizona      | Arizona      | 1-2   | Gila River Arena (17 125)         | 0-2-0         | 0   |
| 3  | 13 octobre   | défaite                 | Canadiens de Montréal     | Pittsburgh   | 2-3   | Consol Energy Center (18 626)     | 0-3-0         | 0   |
| 4  | 15 octobre   | victoire                | Sénateurs d'Ottawa        | Pittsburgh   | 2-0   | Consol Energy Center (18 486)     | 1-3-0         | 2   |
| 5  | 17 octobre   | victoire                | Maple Leafs de Toronto    | Pittsburgh   | 2-1   | Consol Energy Center (18 650)     | 2-3-0         | 4   |
| 6  | 20 octobre   | victoire                | Panthers de la Floride    | Pittsburgh   | 3-2   | Consol Energy Center (18 471)     | 3-3-0         | 6   |
| 7  | 22 octobre   | défaite                 | Stars de Dallas           | Pittsburgh   | 1-4   | Consol Energy Center (18 490)     | 3-4-0         | 6   |
| 8  | 24 octobre   | victoire                | Predators de Nashville    | Nashville    | 2-1   | Bridgestone Arena (17 163)        | 4-4-0         | 8   |
| 9  | 28 octobre   | victoire                | Capitals de Washington    | Washington   | 3-1   | Verizon Center (18 506)           | 5-4-0         | 10  |
| 10 | 29 octobre   | victoire                | Sabres de Buffalo         | Pittsburgh   | 4-3   | Consol Energy Center (18 415)     | 6-4-0         | 12  |
| 11 | 31 octobre   | victoire                | Maple Leafs de Toronto    | Toronto      | 4-0   | Air Canada Centre (19 197)        | 7-4-0         | 14  |
| 12 | 4 novembre   | victoire                | Canucks de Vancouver      | Vancouver    | 3-2   | Rogers Arena (18 570)             | 8-4-0         | 16  |
| 13 | 6 novembre   | victoire                | Oilers d'Edmonton         | Edmonton     | 2-1   | Rexall Place (16 839)             | 9-4-0         | 18  |
| 14 | 7 novembre   | défaite                 | Flames de Calgary         | Calgary      | 2-5   | Scotiabank Saddledome (19 289)    | 9-5-0         | 18  |
| 15 | 11 novembre  | victoire                | Canadiens de Montréal     | Pittsburgh   | 4-3   | Consol Energy Center (18 455)     | 10-5-0        | 20  |
| 16 | 13 novembre  | défaite                 | Blue Jackets de Columbus  | Pittsburgh   | 1-2   | Consol Energy Center (18 610)     | 10-6-0        | 20  |
| 17 | 14 novembre  | défaite                 | Devils du New Jersey      | New Jersey   | 0-4   | Prudential Center (16 514)        | 10-7-0        | 20  |
| 18 | 17 novembre  | victoire                | Wild du Minnesota         | Pittsburgh   | 4-3   | Consol Energy Center (18 495)     | 11-7-0        | 22  |
| 19 | 19 novembre  | victoire                | Avalanche du Colorado     | Pittsburgh   | 4-3   | Consol Energy Center (18 430)     | 12-7-0        | 24  |
| 20 | 43425        | défaite                 | Sharks de San José        | Pittsburgh   | 1-3   | Consol Energy Center (18 534)     | 12-8-0        | 24  |
| 21 | 25 novembre  | victoire                | Blues de Saint-Louis      | Pittsburgh   | 4-3   | Consol Energy Center (18 569)     | 13-8-0        | 26  |
| 22 | 27 novembre  | défaite en prolongation | Blue Jackets de Columbus  | Columbus     | 1-2   | Nationwide Arena (18 205)         | 13-8-1        | 27  |
| 23 | 28 novembre  | défaite en fusillade    | Oilers d'Edmonton         | Pittsburgh   | 2-3   | Consol Energy Center (18 656)     | 13-8-2        | 28  |
| 24 | 1er décembre | victoire                | Sharks de San José        | San José     | 5-1   | SAP Center at San Jose (16 624)   | 14-8-2        | 30  |
| 25 | 5 décembre   | défaite                 | Kings de Los Angeles      | Los Angeles  | 3-5   | Staples Center (18 230)           | 14-9-2        | 30  |
| 26 | 6 décembre   | défaite                 | Ducks d'Anaheim           | Anaheim      | 1-2   | Honda Center (15 836)             | 14-10-2       | 30  |
| 27 | 9 décembre   | victoire                | Avalanche du Colorado     | Denver       | 4-2   | Pepsi Center (15 838)             | 15-10-2       | 32  |
| 28 | 11 décembre  | défaite en fusillade    | Kings de Los Angeles      | Pittsburgh   | 2-3   | Consol Energy Center (18 489)     | 15-10-3       | 33  |
| 29 | 14 décembre  | défaite                 | Capitals de Washington    | Pittsburgh   | 1-4   | Consol Energy Center (18 520)     | 15-11-3       | 33  |
| 30 | 16 décembre  | défaite                 | Bruins de Boston          | Boston       | 0-3   | TD Garden (17 565)                | 15-12-3       | 33  |
| 31 | 18 décembre  | défaite                 | Bruins de Boston          | Pittsburgh   | 2-6   | Consol Energy Center (18 585)     | 15-13-3       | 33  |
| 32 | 19 décembre  | défaite                 | Hurricanes de la Caroline | Pittsburgh   | 1-2   | Consol Energy Center (18 590)     | 15-14-3       | 33  |
| 33 | 21 décembre  | victoire                | Blue Jackets de Columbus  | Pittsburgh   | 5-2   | Consol Energy Center (18 602)     | 16-14-3       | 35  |
| 34 | 26 décembre  | victoire                | Wild du Minnesota         | Minnesota    | 3-1   | Xcel Energy Center (19 234)       | 17-14-3       | 37  |
| 35 | 27 décembre  | défaite                 | Jets de Winnipeg          | Winnipeg     | 0-1   | MTS Centre (15 294)               | 17-15-3       | 37  |
| 36 | 30 décembre  | défaite en fusillade    | Maple Leafs de Toronto    | Pittsburgh   | 2-3   | Consol Energy Center (18 662)     | 17-15-4       | 38  |
| 37 | 31 décembre  | victoire                | Red Wings de Détroit      | Détroit      | 5-2   | Joe Louis Arena (20 027)          | 18-15-4       | 40  |
| 38 | 2 janvier    | victoire                | Islanders de New York     | Pittsburgh   | 5-2   | Consol Energy Center (18 665)     | 19-15-4       | 42  |
| 39 | 5 janvier    | défaite en prolongation | Blackhawks de Chicago     | Pittsburgh   | 2-3   | Consol Energy Center (18 656)     | 19-15-5       | 43  |
| 40 | 6 janvier    | défaite                 | Blackhawks de Chicago     | Chicago      | 1-3   | United Center (21 908)            | 19-16-5       | 43  |
| 41 | 9 janvier    | victoire                | Canadiens de Montréal     | Montréal     | 3-1   | Bell Centre (21 288)              | 20-16-5       | 45  |
| 42 | 12 janvier   | défaite en prolongation | Hurricanes de la Caroline | Raleigh      | 2-3   | PNC Arena (13 012)                | 20-16-6       | 46  |
| 43 | 15 janvier   | défaite en prolongation | Lightning de Tampa Bay    | Tampa Bay    | 4-5   | Amalie Arena (19 092)             | 20-16-7       | 47  |
| 44 | 17 janvier   | victoire                | Hurricanes de la Caroline | Pittsburgh   | 5-0   | Consol Energy Center (18 528)     | 21-16-7       | 49  |
| 45 | 18 janvier   | défaite                 | Blues de Saint-Louis      | Saint-Louis  | 2-5   | Scottrade Center (19 312)         | 21-17-7       | 49  |
| 46 | 21 janvier   | victoire                | Flyers de Philadelphie    | Pittsburgh   | 4-3   | Consol Energy Center (18 652)     | 22-17-7       | 51  |
| 47 | 23 janvier   | victoire                | Canucks de Vancouver      | Pittsburgh   | 5-4   | Consol Energy Center (18 539)     | 23-17-7       | 53  |
| 48 | 26 janvier   | victoire                | Devils du New Jersey      | Pittsburgh   | 2-0   | Consol Energy Center (18 442)     | 24-17-7       | 55  |
| 49 | 2 février    | victoire                | Sénateurs d'Ottawa        | Pittsburgh   | 6-5   | Consol Energy Center (18 420)     | 25-17-7       | 57  |
| 50 | 5 février    | défaite                 | Lightning de Tampa Bay    | Tampa Bay    | 3-6   | Amalie Arena (19 092)             | 25-18-7       | 57  |
| 51 | 6 février    | victoire                | Panthers de la Floride    | Floride      | 3-2   | BB&T Center (20 295)              | 26-18-7       | 59  |
| 52 | 8 février    | victoire                | Ducks d'Anaheim           | Pittsburgh   | 6-2   | Consol Energy Center (18 418)     | 27-18-7       | 61  |
| 53 | 10 février   | défaite                 | Rangers de New York       | Pittsburgh   | 0-3   | Consol Energy Center (18 539)     | 27-19-7       | 61  |
| 54 | 12 février   | victoire                | Hurricanes de la Caroline | Raleigh      | 2-1   | PNC Arena (15 783)                | 28-19-7       | 63  |
| 55 | 15 février   | défaite en fusillade    | Panthers de la Floride    | Floride      | 1-2   | BB&T Center (15 595)              | 28-19-8       | 64  |
| 56 | 18 février   | victoire                | Red Wings de Détroit      | Pittsburgh   | 6-3   | Consol Energy Center (18 584)     | 29-19-8       | 66  |
| 57 | 20 février   | défaite                 | Lightning de Tampa Bay    | Pittsburgh   | 2-4   | Consol Energy Center (18 643)     | 29-20-8       | 66  |
| 58 | 21 février   | victoire                | Sabres de Buffalo         | Buffalo      | 4-3   | First Niagara Center (19 070)     | 30-20-8       | 68  |
| 59 | 24 février   | défaite                 | Bruins de Boston          | Boston       | 1-5   | TD Garden (17 565)                | 30-21-8       | 68  |
| 60 | 27 février   | victoire                | Jets de Winnipeg          | Pittsburgh   | 4-1   | Consol Energy Center (18 650)     | 31-21-8       | 70  |
| 61 | 29 février   | victoire                | Coyotes de l'Arizona      | Pittsburgh   | 6-0   | Consol Energy Center (18 435)     | 32-21-8       | 72  |
| 62 | 1 mars       | défaite                 | Capitals de Washington    | Washington   | 2-3   | Verizon Center (18 506)           | 32-22-8       | 72  |
| 63 | 3 mars       | victoire                | Rangers de New York       | Pittsburgh   | 4-1   | Consol Energy Center (18 492)     | 33-22-8       | 74  |
| 64 | 5 mars       | défaite                 | Flames de Calgary         | Pittsburgh   | 2-4   | Consol Energy Center (18 663)     | 33-23-8       | 74  |
| 65 | 6 mars       | victoire                | Devils du New Jersey      | New Jersey   | 6-1   | Prudential Center (15 856)        | 34-23-8       | 76  |
| 66 | 8 mars       | défaite                 | Islanders de New York     | New York     | 1-2   | Barclays Center (14 724)          | 34-24-8       | 76  |
| 67 | 11 mars      | victoire                | Blue Jackets de Columbus  | Columbus     | 3-2   | Nationwide Arena (18 205)         | 35-24-8       | 78  |
| 68 | 13 mars      | victoire                | Rangers de New York       | New York     | 5-3   | Madison Square Garden (18 006)    | 36-24-8       | 80  |
| 69 | 15 mars      | victoire                | Islanders de New York     | Pittsburgh   | 2-1   | Consol Energy Center (18 456)     | 37-24-8       | 82  |
| 70 | 17 mars      | victoire                | Hurricanes de la Caroline | Pittsburgh   | 4-2   | Consol Energy Center (18 455)     | 38-24-8       | 84  |
| 71 | 19 mars      | victoire                | Flyers de Philadelphie    | Philadelphie | 4-1   | Wells Fargo Center (19 967)       | 39-24-8       | 86  |
| 72 | 20 mars      | victoire                | Capitals de Washington    | Pittsburgh   | 6-2   | Consol Energy Center (18 656)     | 40-24-8       | 88  |
| 73 | 24 mars      | défaite                 | Devils du New Jersey      | Pittsburgh   | 0-3   | Consol Energy Center (18 610)     | 40-25-8       | 88  |
| 74 | 26 mars      | victoire                | Red Wings de Détroit      | Détroit      | 7-2   | Joe Louis Arena (20 027)          | 41-25-8       | 90  |
| 75 | 27 mars      | victoire                | Rangers de New York       | New York     | 3-2   | Madison Square Garden (18 006)    | 42-25-8       | 92  |
| 76 | 29 mars      | victoire                | Sabres de Buffalo         | Pittsburgh   | 5-4   | Consol Energy Center (18 513)     | 43-25-8       | 94  |
| 77 | 31 mars      | victoire                | Predators de Nashville    | Pittsburgh   | 5-2   | Consol Energy Center (18 560)     | 44-25-8       | 96  |
| 78 | 2 avril      | victoire                | Islanders de New York     | New York     | 5-0   | Barclays Center (15 795)          | 45-25-8       | 98  |
| 79 | 3 avril      | victoire                | Flyers de Philadelphie    | Pittsburgh   | 6-2   | Consol Energy Center (18 673)     | 46-25-8       | 100 |
| 80 | 5 avril      | victoire                | Sénateurs d'Ottawa        | Ottawa       | 5-3   | Canadian Tire Centre (19 284)     | 47-25-8       | 102 |
| 81 | 7 avril      | victoire                | Capitals de Washington    | Washington   | 4-3   | Verizon Center (18 506)           | 48-25-8       | 104 |
| 82 | 9 avril      | défaite                 | Flyers de Philadelphie    | Philadelphie | 1-3   | Wells Fargo Center (19 919)       | 48-26-8       | 104 |

### Statistiques de la saison régulière

#### Classement de l'équipe
| Clt   | Équipe                    | PJ | V  | D  | DP | BP  | BC  | Diff | Pts |
| ----- | ------------------------- | -- | -- | -- | -- | --- | --- | ---- | --- |
| +001, | Capitals de Washington    | 82 | 56 | 18 | 8  | 252 | 193 | +59  | 120 |
| +002, | Penguins de Pittsburgh    | 82 | 48 | 26 | 8  | 245 | 203 | +42  | 104 |
| +003, | Rangers de New York       | 82 | 46 | 27 | 9  | 236 | 217 | +19  | 101 |
| +004, | Islanders de New York     | 82 | 45 | 27 | 10 | 232 | 216 | +16  | 100 |
| +005, | Flyers de Philadelphie    | 82 | 41 | 27 | 14 | 214 | 218 | -4   | 96  |
| +006, | Hurricanes de la Caroline | 82 | 35 | 31 | 16 | 198 | 226 | -28  | 86  |
| +007, | Devils du New Jersey      | 82 | 38 | 36 | 8  | 184 | 208 | -24  | 84  |
| +008, | Blue Jackets de Columbus  | 82 | 34 | 40 | 8  | 219 | 252 | -33  | 76  |

- Meilleure équipe de la LNH
- Équipe qualifiée pour les séries

#### Statistiques des joueurs
| Nom                   | Poste | PJ | B  | A  | Pts | Pun | +/- | Commentaire                                                         |
| --------------------- | ----- | -- | -- | -- | --- | --- | --- | ------------------------------------------------------------------- |
| Sidney Crosby         | C     | 80 | 36 | 49 | 85  | 42  | +19 | Capitaine de l'équipe                                               |
| Kristopher Letang     | D     | 71 | 16 | 51 | 67  | 66  | +9  |                                                                     |
| Phil Kessel           | AD    | 82 | 26 | 33 | 59  | 18  | +9  |                                                                     |
| Ievgueni Malkine      | C     | 57 | 27 | 31 | 58  | 65  | +1  | Assistant capitaine                                                 |
| Patric Hörnqvist      | AD    | 82 | 22 | 29 | 51  | 36  | +15 |                                                                     |
| Chris Kunitz          | AG    | 80 | 17 | 23 | 40  | 41  | +29 | Assistant capitaine                                                 |
| Matt Cullen           | C     | 82 | 16 | 16 | 32  | 20  | +5  |                                                                     |
| Nick Bonino           | C     | 63 | 9  | 20 | 29  | 31  | +13 |                                                                     |
| Carl Hagelin          | AG    | 37 | 10 | 17 | 27  | 18  | +18 | Échangé en provenance des Ducks d'Anaheim le 16 janvier             |
| Trevor Daley          | D     | 53 | 6  | 16 | 22  | 26  | +8  | Échangé en provenance des Blackhawks de Chicago le 14 décembre      |
| Olli Määttä           | D     | 67 | 6  | 13 | 19  | 22  | +27 |                                                                     |
| David Perron          | AG    | 43 | 4  | 12 | 16  | 28  | -13 | Échangé aux Ducks d'Anaheim le 16 janvier                           |
| Brian Dumoulin        | D     | 79 | 0  | 16 | 16  | 14  | +11 |                                                                     |
| Tom Kühnhackl         | AD    | 42 | 5  | 10 | 15  | 24  | +3  |                                                                     |
| Eric Fehr             | AD    | 55 | 8  | 6  | 14  | 19  | 0   |                                                                     |
| Beau Bennett          | AD    | 33 | 6  | 6  | 12  | 10  | -1  |                                                                     |
| Ian Cole              | D     | 70 | 0  | 12 | 12  | 59  | -3  |                                                                     |
| Bryan Rust            | AD    | 41 | 4  | 7  | 11  | 12  | +1  |                                                                     |
| Conor Sheary          | AG    | 44 | 7  | 3  | 10  | 8   | -1  |                                                                     |
| Ben Lovejoy           | D     | 66 | 4  | 6  | 10  | 30  | +9  |                                                                     |
| Justin Schultz        | D     | 18 | 1  | 7  | 8   | 2   | +7  | Échangé en provenance des Oilers d'Edmonton le 27 février           |
| Derrick Pouliot       | D     | 22 | 0  | 7  | 7   | 2   | +4  |                                                                     |
| Scott Wilson          | AG    | 24 | 5  | 1  | 6   | 12  | 0   |                                                                     |
| Pascal Dupuis         | AG    | 18 | 2  | 2  | 4   | 12  | -1  | Arrête sa carrière le 8 décembre                                    |
| Oskar Sundqvist       | C     | 18 | 1  | 3  | 4   | 4   | 0   |                                                                     |
| Rob Scuderi           | D     | 25 | 0  | 4  | 4   | 8   | +4  | Échangé aux Blackhawks de Chicago le 14 décembre                    |
| Kevin Porter          | C     | 41 | 0  | 3  | 3   | 0   | -2  |                                                                     |
| Daniel Sprong         | AD    | 18 | 2  | 0  | 2   | 0   | -1  | Termine la saison avec les Islanders de Charlottetown dans la LHJMQ |
| Sergueï Plotnikov     | AG    | 32 | 0  | 2  | 2   | 20  | -3  | Échangé aux Coyotes de l'Arizona le 29 février                      |
| David Warsofsky       | D     | 12 | 1  | 0  | 1   | 0   | -6  | Réclamé au ballotage par les Devils du New Jersey le 29 février     |
| Dominik Simon         | C     | 3  | 0  | 1  | 1   | 0   | 0   |                                                                     |
| Tom Sestito           | AG    | 4  | 0  | 1  | 1   | 19  | +1  |                                                                     |
| Adam Clendening       | D     | 9  | 0  | 1  | 1   | 10  | +3  | Échangé aux Ducks d'Anaheim le 16 janvier                           |
| Josh Archibald        | AD    | 1  | 0  | 0  | 0   | 0   | 0   |                                                                     |
| Kael Mouillierat (en) | AG    | 1  | 0  | 0  | 0   | 2   | 0   |                                                                     |
| Bobby Farnham         | AD    | 3  | 0  | 0  | 0   | 5   | 0   | Réclamé au ballotage par les Devils du New Jersey le 26 octobre     |

| Nom               | PJ | V  | D  | Pr. | Min   | BC  | Moy  | %Arr | Bl |
| ----------------- | -- | -- | -- | --- | ----- | --- | ---- | ---- | -- |
| Matt Murray (en)  | 13 | 9  | 2  | 0   | 746   | 25  | 2,00 | 93,0 | 1  |
| Marc-André Fleury | 58 | 35 | 17 | 4   | 3 445 | 132 | 2,29 | 92,1 | 5  |
| Jeff Zatkoff      | 14 | 4  | 7  | 0   | 728   | 34  | 2,79 | 91,7 | 0  |

## Séries éliminatoires

### Détails des séries

#### Pittsburgh contre Rangers de New York
Pour la troisième fois en trois séries, les Penguins et les Rangers se retrouvent lors des séries éliminatoires. Lors des deux éditions précédentes, les Rangers sont sortis vainqueurs des confrontations avec une victoire en sept rencontres en 2014 au deuxième tour et une autre en cinq matchs en 2015, au premier tour. Les Penguins comptent prendre leur revanche sur New York lors de cette série ; ils ont en effet un bilan légèrement meilleur sur la saison avec 104 points contre 101 pour les Rangers,. Ils comptent également sur la présence de leur capitaine, Sidney Crosby, troisième meilleur pointeur de la saison avec un total de 85 points. Les Rangers eux comptent sur leurs vétérans Henrik Lundqvist, dans les buts, ou encore Eric Staal arrivé en fin de saison en provenance des Hurricanes de la Caroline.
Le premier match de la série a lieu le 13 avril sur la patinoire des Penguins. Les deux équipes tirent une douzaine de fois au cours de la première période, Jeff Zatkoff étant aligné dans les buts des Penguins. Juste avant la fin du tiers-temps, Lundqvist se prend le bout de la crosse de son coéquipier, Marc Staal, dans l'œil. Après un arrêt du match, le portier des Rangers revient sur la glace pour finir la période mais Patric Hornqvist en profite pour ouvrir la marque pour les locaux à 18 secondes de la première pause. Antti Raanta remplace Lundqvist dans les buts dès le début de la deuxième période et il réussit à faire six arrêts au cours de cette période de jeu. Cependant, les Penguins prennent deux buts d'avance grâce à Crosby lancé en échappée juste avant la fin du tiers. À la troisième minute de la troisième période, Derek Stepan inscrit le premier but de la soirée pour les Rangers en supériorité numérique contre Jeff Zatkoff. Deux minutes plus tard, les Penguins reprennent deux buts d'avance en infériorité numérique avant que Hornqvist n'inscrive son deuxième but de la soirée. Dix minutes avant la fin du match, Stepan double la mise pour New York mais avec moins de trois minutes restant dans le match, Alain Vigneault décide de sortir son gardien pour mettre un sixième joueur. Crosby en profite pour récupérer le palet qu'il transmet à Hornqvist pour une victoire finale 5-2 des locaux.
Le deuxième match a lieu trois jours plus tard et même si Fleury peut jouer, Sullivan préfère titulariser une nouvelle fois Zatkoff. Lundqvist est de retour devant les filets de New York. Les deux gardiens parviennent à arrêter tous les lancers qu'ils reçoivent au cours de la première période et il faut attendre les débuts de la deuxième pour voir les Penguins, par l'intermédiaire de Kessel, ouvrir le score en supériorité numérique. Zatkoff continue son bon travail devant les buts jusqu'à la mi-match mais la partie bascule à la 32e minute avec deux buts inscrits par les visiteurs en 18 secondes, le premier par Keith Yandle et le second par Derick Brassard. Dans la minute qui suite Bryan Rust reçoit une pénalité pour interférence contre Staal. Les Penguins parviennent à tuer la pénalité et Rust part même en échappée contre Lundqvist à sa sortie de prison. Le gardien suédois des Rangers s'impose et permet à son équipe de rester dans le match et une minute plus tard, Mats Zuccarello Aasen inscrit un troisième but pour les visiteurs. Les deux équipes se séparent ainsi avec une avance de deux buts pour les Rangers à la fin de la période et ces derniers même un quatrième but en tout début de la dernière période par Chris Kreider. Le dernier but de la soirée est marqué par les Penguins, le second de la soirée pour Kessel avec une assistance de Malkine, ce dernier jouant son premier match sa blessure un mois plus tôt.
| 13 avril | Pittsburgh | 5-2 (1-0, 1-0, 3-2) | New York | Consol Energy Center 18 588 spectateurs |

| Feuille de match      | Feuille de match | Feuille de match                        | Feuille de match                                                                          | Feuille de match                                                  |
| --------------------- | --- | --------------------------------------- | ----------------------------------------------------------------------------------------- | ----------------------------------------------------------------- |
|                       | Hornqvist (Sheary, Letang) — 19 min 42 s Crosby (Hornqvist) — 38 min 56 s - Kühnhackl (Bonino, Letang) — 45 min 31 s (IN) Hornqvist (Kessel, Crosby) — 48 min 2 s (SN) - Hornqvist (Crosby, Daley) — 57 min 10 s | 1-0 2-0 2-1 3-1 4-1 4-2 5-2             | - Stepan (Nash, Brassard) — 43 min 10 s (SN) - Stepan (Boyle, Zuccarello) — 50 min 11 s - | Arbitrage : Jean Hebert, Tim Peel David Brisebois, Pierre Racicot |
| Zatkoff (59 min 47 s) | Gardiens | Lundqvist (20 min) Raanta (39 min 56 s) |                                                                                           | Arbitrage : Jean Hebert, Tim Peel David Brisebois, Pierre Racicot |
| 10 min                | Pénalités | 10 min                                  |                                                                                           | Arbitrage : Jean Hebert, Tim Peel David Brisebois, Pierre Racicot |
| 31                    | Tirs | 37                                      |                                                                                           | Arbitrage : Jean Hebert, Tim Peel David Brisebois, Pierre Racicot |

| 16 avril | Pittsburgh | 2-4 (0-0, 1-3, 1-1) | New York | Consol Energy Center 18 614 spectateurs |

| Feuille de match | Feuille de match                                                                        | Feuille de match        | Feuille de match | Feuille de match                                                    |
| ---------------- | --------------------------------------------------------------------------------------- | ----------------------- | --- | ------------------------------------------------------------------- |
|                  | Kessel (Daley, Bonino) — 23 min 21 s (SN) - Kessel (Bonino, Malkine) — 45 min 42 s (SN) | 1-0 1-1 1-2 1-3 1-4 2-4 | - Yandle (Miller, Brassard) — 32 min 38 s Brassard (Miller, Skjei) — 32 min 56 s Zucarello (Miller) — 36 min 52 s Kreider (Brassard) — 40 min 39 s - | Arbitrage : Marc Joannette, Steve Kozari Steve Barton, Jonny Murray |
| Zatkoff          | Gardiens                                                                                | Lundqvist               | | Arbitrage : Marc Joannette, Steve Kozari Steve Barton, Jonny Murray |
| 15 min           | Pénalités                                                                               | 19 min                  | | Arbitrage : Marc Joannette, Steve Kozari Steve Barton, Jonny Murray |
| 31               | Tirs                                                                                    | 28                      | | Arbitrage : Marc Joannette, Steve Kozari Steve Barton, Jonny Murray |

| 19 avril | New York | 1-3 (0-0, 1-1, 0-2) | Pittsburgh | Madison Square Garden 18 006 spectateurs |

| Feuille de match | Feuille de match                            | Feuille de match | Feuille de match                                                                                          | Feuille de match                                                      |
| ---------------- | ------------------------------------------- | ---------------- | --- | --------------------------------------------------------------------- |
|                  | Nash (Klein, M. Staal) — 20 min 39 s (IN) - | 1-0 1-1 1-2 1-3  | - Crosby (Kessel, Malkine) — 39 min 18 s (SN) Cullen (Kühnhackl, Cole) — 44 min 16 s Letang — 59 min 47 s | Arbitrage : Dave Jackson, Kelly Sutherland Shane Heyer, Mark Shewchyk |
| Lundqvist        | Gardiens                                    | Murray           | | Arbitrage : Dave Jackson, Kelly Sutherland Shane Heyer, Mark Shewchyk |
| 10 min           | Pénalités                                   | 12 min           | | Arbitrage : Dave Jackson, Kelly Sutherland Shane Heyer, Mark Shewchyk |
| 17               | Tirs                                        | 31               | | Arbitrage : Dave Jackson, Kelly Sutherland Shane Heyer, Mark Shewchyk |

| 21 avril | New York | 0-5 (0-3, 0-1, 0-1) | Pittsburgh | Madison Square Garden 18 006 spectateurs |

| Feuille de match                            | Feuille de match | Feuille de match    | Feuille de match | Feuille de match                                                 |
| ------------------------------------------- | ---------------- | ------------------- | --- | ---------------------------------------------------------------- |
|                                             | -                | 0-1 0-2 0-3 0-4 0-5 | Fehr (Lovejoy, Malkine) — 1 min 9 s Crosby (Malkine, Letang) — 7 min 11 s (SN) Sheary — 16 min 12 s Malkine (Crosby, Hornqvist) — 24 min (SN) Malkine (Dumoulin, Bonino) — 43 min 28 s (SN) | Arbitrage : Gord Dwyer, Eric Furlatt Greg Devorski, Derek Nansen |
| Lundqvist (26 min 4 s) Raanta (33 min 56 s) | Gardiens         | Murray              | | Arbitrage : Gord Dwyer, Eric Furlatt Greg Devorski, Derek Nansen |
| 14 min                                      | Pénalités        | 10 min              | | Arbitrage : Gord Dwyer, Eric Furlatt Greg Devorski, Derek Nansen |
| 31                                          | Tirs             | 32                  | | Arbitrage : Gord Dwyer, Eric Furlatt Greg Devorski, Derek Nansen |

| 23 avril | Pittsburgh | 6-3 (2-2, 4-0, 0-1) | New York | Consol Energy Center 18 607 spectateurs |

| Feuille de match                   | Feuille de match | Feuille de match                    | Feuille de match | Feuille de match                                                       |
| ---------------------------------- | --- | ----------------------------------- | --- | ---------------------------------------------------------------------- |
|                                    | - Hagelin (Kessel, Bonino) — 9 min 50 s - Kessel (Crosby, Letang) — 11 min 39 s (SN) Rust (Daley, Cullen) — 45 min 21 s Cullen (Rust, Kühnhackl) — 49 min 26 s Sheary (Crosby) — 56 min 18 s Rust (Malkine) — 59 min 1 s - | 0-1 1-1 1-2 2-2 3-2 4-2 5-2 6-2 6-3 | Nash (Girardi, Skjei) — 1 min 2 s - Moore (Fast, M. Staal) — 10 min 35 s - Kreider (Diaz, Brassard) — 45 min 38 s (SN) | Arbitrage : Francis Charron, Wes McCauley Ryan Galloway, Brad Kovachik |
| Lundqvist (40 min) Raanta (20 min) | Gardiens | Murray                              | | Arbitrage : Francis Charron, Wes McCauley Ryan Galloway, Brad Kovachik |
| 8 min                              | Pénalités | 6 min                               | | Arbitrage : Francis Charron, Wes McCauley Ryan Galloway, Brad Kovachik |
| 28                                 | Tirs | 41                                  | | Arbitrage : Francis Charron, Wes McCauley Ryan Galloway, Brad Kovachik |

#### Washington contre Pittsburgh
| 28 avril | Washington | 4-3 (pr) (1-0, 1-2, 1-1, 1-0) | Pittsburgh | Verizon Center 18 506 spectateurs |

| Feuille de match | Feuille de match | Feuille de match            | Feuille de match | Feuille de match                                                |
| ---------------- | --- | --------------------------- | --- | --------------------------------------------------------------- |
|                  | Burakovsky (Chimera, Carlson) — 10 min 13 s - Oshie — 32 min 10 s Oshie (Ovetchkine) — 43 min 23 s - Oshie — 69 min 33 s | 1-0 1-1 1-2 2-2 3-2 3-3 4-3 | - Lovejoy (Bonino, Hagelin) — 30 min 40 s Malkine (Kunitz, Letang) — 31 min 37 s - Bonino (Hagelin, Kessel) — 48 min 42 s - | Arbitrage : Chris Lee, Dan O'Rourke Greg Devorski, Derek Nansen |
| Holtby           | Gardiens | Murray                      | | Arbitrage : Chris Lee, Dan O'Rourke Greg Devorski, Derek Nansen |
| 6 min            | Pénalités | 10 min                      | | Arbitrage : Chris Lee, Dan O'Rourke Greg Devorski, Derek Nansen |
| 35               | Tirs | 45                          | | Arbitrage : Chris Lee, Dan O'Rourke Greg Devorski, Derek Nansen |

| 30 avril | Washington | 1-2 (0-0, 0-1, 1-1) | Pittsburgh | Verizon Center 18 506 spectateurs |

| Feuille de match | Feuille de match                                      | Feuille de match | Feuille de match                                                     | Feuille de match                                                      |
| ---------------- | ----------------------------------------------------- | ---------------- | -------------------------------------------------------------------- | --------------------------------------------------------------------- |
|                  | - Johansson (Carlson, Kouznetsov) — 44 min 8 s (SN) - | 0-1 1-1 1-2      | Hagelin (Bonino) — 27 min 8 s - Fehr (Malkine, Kunitz) — 55 min 32 s | Arbitrage : Dan O'Halloran, Kevin Pollock Scott Cherrey, Jay Sharrers |
| Holtby           | Gardiens                                              | Murray           |                                                                      | Arbitrage : Dan O'Halloran, Kevin Pollock Scott Cherrey, Jay Sharrers |
| 10 min           | Pénalités                                             | 6 min            |                                                                      | Arbitrage : Dan O'Halloran, Kevin Pollock Scott Cherrey, Jay Sharrers |
| 24               | Tirs                                                  | 35               |                                                                      | Arbitrage : Dan O'Halloran, Kevin Pollock Scott Cherrey, Jay Sharrers |

| 2 mai | Pittsburgh | 3-2 (2-0, 1-0, 0-2) | Washington | Consol Energy Center 18 601 spectateurs |

| Feuille de match | Feuille de match | Feuille de match    | Feuille de match                                                                            | Feuille de match                                                      |
| ---------------- | --- | ------------------- | ------------------------------------------------------------------------------------------- | --------------------------------------------------------------------- |
|                  | Hornqvist (Daley, Sheary) — 6 min 37 s Kühnhackl (Cullen, Letang) — 7 min 37 s Hagelin (Bonino, Kessel) — 35 min 3 s - - | 1-0 2-0 3-0 3-1 3-2 | - Ovetchkine (Niskanen, Bäckström) — 48 min 2 s Williams (Ovetchkine, Carlson) — 59 min 4 s | Arbitrage : Francis Charron, Wes McCauley Brad Kovachik, Brian Murphy |
| Murray           | Gardiens | Holtby              |                                                                                             | Arbitrage : Francis Charron, Wes McCauley Brad Kovachik, Brian Murphy |
| 8 min            | Pénalités | 6 min               |                                                                                             | Arbitrage : Francis Charron, Wes McCauley Brad Kovachik, Brian Murphy |
| 23               | Tirs | 49                  |                                                                                             | Arbitrage : Francis Charron, Wes McCauley Brad Kovachik, Brian Murphy |

| 4 mai | Pittsburgh | 3-2 (pr) (1-1, 1-1, 0-0, 1-0) | Washington | Consol Energy Center 18 614 spectateurs |

| Feuille de match | Feuille de match | Feuille de match    | Feuille de match                                                           | Feuille de match                                                      |
| ---------------- | --- | ------------------- | -------------------------------------------------------------------------- | --------------------------------------------------------------------- |
|                  | - Daley (Hornqvist, Crosby) — 9 min 16 s Cullen (Kühnhackl, Dumoulin) — 23 min 7 s - Hornqvist (Sheary, Dumoulin) — 62 min 34 s | 0-1 1-1 2-1 2-2 3-2 | Beagle (Wilson, Chorney) — 2 min 58 s - Carlson (Williams) — 36 min 19 s - | Arbitrage : Jean Hebert, Kelly Sutherland Brad Kovachik, Brian Murphy |
| Murray           | Gardiens | Holtby              |                                                                            | Arbitrage : Jean Hebert, Kelly Sutherland Brad Kovachik, Brian Murphy |
| 8 min            | Pénalités | 10 min              |                                                                            | Arbitrage : Jean Hebert, Kelly Sutherland Brad Kovachik, Brian Murphy |
| 33               | Tirs | 36                  |                                                                            | Arbitrage : Jean Hebert, Kelly Sutherland Brad Kovachik, Brian Murphy |

| 7 mai | Washington | 3-1 (1-1, 2-0, 0-0) | Pittsburgh | Verizon Center 18 506 spectateurs |

| Feuille de match | Feuille de match                                                                                                  | Feuille de match | Feuille de match                             | Feuille de match                                                 |
| ---------------- | --- | ---------------- | -------------------------------------------- | ---------------------------------------------------------------- |
|                  | Ovetchkine (Backström, Oshie) — 4 min 4 s (SN) - Oshie (Ovetchkine, Carlson) — 24 min (SN) Williams — 29 min 58 s | 1-0 1-1 2-1 3-1  | - Kunitz (Kessel, Crosby) — 7 min 8 s (SN) - | Arbitrage : Steve Kozari, Brad Watson Steve Barton, Jonny Murray |
| Holtby           | Gardiens | Murray           |                                              | Arbitrage : Steve Kozari, Brad Watson Steve Barton, Jonny Murray |
| 6 min            | Pénalités | 12 min           |                                              | Arbitrage : Steve Kozari, Brad Watson Steve Barton, Jonny Murray |
| 19               | Tirs | 31               |                                              | Arbitrage : Steve Kozari, Brad Watson Steve Barton, Jonny Murray |

| 10 mai | Pittsburgh | 4-3 (pr) (1-0, 2-1, 0-2, 1-0) | Washington | Consol Energy Center 18 650 spectateurs |

| Feuille de match | Feuille de match | Feuille de match            | Feuille de match | Feuille de match                                                 |
| ---------------- | --- | --------------------------- | --- | ---------------------------------------------------------------- |
|                  | Kessel (Dumoulin, Bonino) — 5 min 41 s Kessel (Letang, Kunitz) — 27 min 5 s (SN) Hagelin (Määttä, Daley) — 27 min 38 s (SN) - Bonino (Hagelin, Kessel) — 66 min 32 s | 1-0 2-0 3-0 3-1 3-2 3-3 4-3 | - Oshie (Backström, Ovetchkine) — 38 min 30 s (SN) Williams (Backström) — 47 min 23 s Carlson (Ovetchkine, Williams) — 53 min 1 s (SN) | Arbitrage : Eric Furlatt, Gord Dwyer Pierre Racicot, Derek Amell |
| Holtby           | Gardiens | Murray                      | | Arbitrage : Eric Furlatt, Gord Dwyer Pierre Racicot, Derek Amell |
| 12 min           | Pénalités | 6 min                       | | Arbitrage : Eric Furlatt, Gord Dwyer Pierre Racicot, Derek Amell |
| 42               | Tirs | 39                          | | Arbitrage : Eric Furlatt, Gord Dwyer Pierre Racicot, Derek Amell |

#### Pittsburgh contre Tampa Bay
| 13 mai | Pittsburgh | 1-3 (0-1, 1-2, 0-0) | Tampa Bay | Consol Energy Center 18 554 spectateurs |

| Feuille de match | Feuille de match                               | Feuille de match                               | Feuille de match | Feuille de match                                                      |
| ---------------- | ---------------------------------------------- | ---------------------------------------------- | --- | --------------------------------------------------------------------- |
|                  | - Hornqvist (Crosby, Kessel) — 39 min 5 s (SN) | 0-1 0-2 0-3 1-3                                | Killorn (Hedman) — 18 min 46 s Palát (Filppula, Garrison) — 22 min 33 s (SN) Drouin (Palát, Filppula) — 38 min 25 s - | Arbitrage : Francis Charron, Wes McCauley Greg Devorski, Jonny Murray |
| Murray           | Gardiens                                       | Bishop (12 min 25 s) Vassilevski (47 min 15 s) | | Arbitrage : Francis Charron, Wes McCauley Greg Devorski, Jonny Murray |
| 6 min            | Pénalités                                      | 11 min                                         | | Arbitrage : Francis Charron, Wes McCauley Greg Devorski, Jonny Murray |
| 35               | Tirs                                           | 20                                             | | Arbitrage : Francis Charron, Wes McCauley Greg Devorski, Jonny Murray |

| 16 mai | Pittsburgh | 3-2 (pr) (2-2, 0-0, 0-0, 1-0) | Tampa Bay | Consol Energy Center 18 534 spectateurs |

| Feuille de match | Feuille de match                                                                                                 | Feuille de match    | Feuille de match                                                                      | Feuille de match                                                    |
| ---------------- | --- | ------------------- | ------------------------------------------------------------------------------------- | ------------------------------------------------------------------- |
|                  | Cullen (Fehr, Letang) — 4 min 32 s Kessel (Bonino, Hagelin) — 9 min 37 s - Crosby (Rust, Dumoulin) — 60 min 40 s | 1-0 2-0 2-1 2-2 3-2 | - Strålman (Marchessault, Hedman) — 16 min 37 s Drouin (Brown, Carle) — 19 min 10 s - | Arbitrage : Gord Dwyer, Dan O'Halloran Michel Cormier, Steve Miller |
| Murray           | Gardiens | Vassilevski         |                                                                                       | Arbitrage : Gord Dwyer, Dan O'Halloran Michel Cormier, Steve Miller |
| 2 min            | Pénalités | 4 min               |                                                                                       | Arbitrage : Gord Dwyer, Dan O'Halloran Michel Cormier, Steve Miller |
| 41               | Tirs | 21                  |                                                                                       | Arbitrage : Gord Dwyer, Dan O'Halloran Michel Cormier, Steve Miller |

| 18 mai | Tampa Bay | 2-4 (0-0, 0-1, 2-3) | Pittsburgh | Amalie Arena 19 092 spectateurs |

| Feuille de match | Feuille de match                                                               | Feuille de match        | Feuille de match | Feuille de match                                                       |
| ---------------- | ------------------------------------------------------------------------------ | ----------------------- | --- | ---------------------------------------------------------------------- |
|                  | - Johnson (Koutcherov, Palát) — 45 min 30 s - Palát (Koutcherov) — 58 min 16 s | 0-1 0-2 1-2 1-3 1-4 2-4 | Hagelin (Kessel) — 39 min 50 s Kessel (Bonino, Hagelin) — 45 min 16 s - Crosby (Malkine, Schultz) — 50 min 50 s (SN) Kunitz — 53 min 12 s - | Arbitrage : Eric Furlatt, Kelly Sutherland Derek Amell, Pierre Racicot |
| Vassilevski      | Gardiens                                                                       | Murray                  | | Arbitrage : Eric Furlatt, Kelly Sutherland Derek Amell, Pierre Racicot |
| 20 min           | Pénalités                                                                      | 6 min                   | | Arbitrage : Eric Furlatt, Kelly Sutherland Derek Amell, Pierre Racicot |
| 28               | Tirs                                                                           | 48                      | | Arbitrage : Eric Furlatt, Kelly Sutherland Derek Amell, Pierre Racicot |

| 20 mai | Tampa Bay | 4-3 (2-0, 2-0, 0-3) | Pittsburgh | Amalie Arena 19 092 spectateurs |

| Feuille de match | Feuille de match | Feuille de match                     | Feuille de match                                                                                                  | Feuille de match                                                  |
| ---------------- | --- | ------------------------------------ | --- | ----------------------------------------------------------------- |
|                  | Callahan (Hedman, Brown) — 27 s Šustr (Koutcherov, Killorn) — 14 min 28 s Drouin (Palát, Hedman) — 34 min 38 s (SN) Johnson (Koutcherov, Killorn) — 37 min 48 s - | 1-0 2-0 3-0 4-0 4-1 4-2 4-3          | - Kessel (Bonino, Dumoulin) — 41 min 18 s Malkine (Cole) — 51 min 13 s Kunitz (Schultz, Sheary) — 53 min 8 s (SN) | Arbitrage : Brad Watson, Dan O'Rourke Brian Murphy, Brad Kovachik |
| Vassilevski      | Gardiens | Murray (40 min) Fleury (18 min 26 s) | | Arbitrage : Brad Watson, Dan O'Rourke Brian Murphy, Brad Kovachik |
| 12 min           | Pénalités | 12 min                               | | Arbitrage : Brad Watson, Dan O'Rourke Brian Murphy, Brad Kovachik |
| 37               | Tirs | 38                                   | | Arbitrage : Brad Watson, Dan O'Rourke Brian Murphy, Brad Kovachik |

| 22 mai | Pittsburgh | 3-4 (pr) (1-0, 2-2, 0-1, 0-1) | Tampa Bay | Consol Energy Center 18 648 spectateurs |

| Feuille de match | Feuille de match                                                                                                   | Feuille de match            | Feuille de match | Feuille de match                                                      |
| ---------------- | --- | --------------------------- | --- | --------------------------------------------------------------------- |
|                  | Dumoulin (Rust, Kunitz) — 19 min 59 s Hornqvist (Hagelin, Määttä) — 21 min 30 s - Kunitz (Malkine) — 39 min 10 s - | 1-0 2-0 2-1 2-2 3-2 3-3 3-4 | - Killorn (Šustr) — 33 min 15 s Koutcherov (Namestnikov) — 34 min 25 s - Koutcherov (Johnson, Palát) — 56 min 44 s Johnson (Garrison, Koutcherov) — 60 min 53 s | Arbitrage : Francis Charron, Wes McCauley Greg Devorski, Jonny Murray |
| Fleury           | Gardiens | Vassilevski                 | | Arbitrage : Francis Charron, Wes McCauley Greg Devorski, Jonny Murray |
| 8 min            | Pénalités | 8 min                       | | Arbitrage : Francis Charron, Wes McCauley Greg Devorski, Jonny Murray |
| 34               | Tirs | 25                          | | Arbitrage : Francis Charron, Wes McCauley Greg Devorski, Jonny Murray |

| 24 mai | Tampa Bay | 2-5 (0-1, 0-2, 2-2) | Pittsburgh | Amalie Arena 19 092 spectateurs |

| Feuille de match | Feuille de match                                               | Feuille de match            | Feuille de match | Feuille de match                                                    |
| ---------------- | -------------------------------------------------------------- | --------------------------- | --- | ------------------------------------------------------------------- |
|                  | - Boyle — 45 min 30 s Boyle (Koekkoek, Drouin) — 52 min 43 s - | 0-1 0-2 0-3 1-3 2-3 2-4 2-5 | Kessel (Crosby, Malkine) — 18 min 46 s (SN) Letang (Sheary, Bonino) — 27 min 40 s Crosby (Hornqvist) — 39 min 34 s - Rust (Kunitz, Määttä) — 57 min 52 s Bonino (Lovejoy) — 59 min 6 s (CV) | Arbitrage : Gord Dwyer, Dan O'Halloran Michel Cormier, Steve Miller |
| Vassilevski      | Gardiens                                                       | Murray                      | | Arbitrage : Gord Dwyer, Dan O'Halloran Michel Cormier, Steve Miller |
| 6 min            | Pénalités                                                      | 2 min                       | | Arbitrage : Gord Dwyer, Dan O'Halloran Michel Cormier, Steve Miller |
| 30               | Tirs                                                           | 34                          | | Arbitrage : Gord Dwyer, Dan O'Halloran Michel Cormier, Steve Miller |

| 26 mai | Pittsburgh | 2-1 (0-0, 2-1, 0-0) | Tampa Bay | Consol Energy Center 18 638 spectateurs |

| Feuille de match | Feuille de match                                                            | Feuille de match | Feuille de match                            | Feuille de match                                                     |
| ---------------- | --------------------------------------------------------------------------- | ---------------- | ------------------------------------------- | -------------------------------------------------------------------- |
|                  | Rust (Kunitz, Malkine) — 21 min 55 s - Rust (Lovejoy, Malkine) — 30 min 6 s | 1-0 1-1 2-1      | - Drouin (Filppula, Hedman) — 29 min 36 s - | Arbitrage : Wes McCauley, Kelly Sutherland Derek Amell, Jonny Murray |
| Murray           | Gardiens                                                                    | Vassilevski      |                                             | Arbitrage : Wes McCauley, Kelly Sutherland Derek Amell, Jonny Murray |
| 6 min            | Pénalités                                                                   | 12 min           |                                             | Arbitrage : Wes McCauley, Kelly Sutherland Derek Amell, Jonny Murray |
| 39               | Tirs                                                                        | 17               |                                             | Arbitrage : Wes McCauley, Kelly Sutherland Derek Amell, Jonny Murray |

#### Finale de la Coupe Stanley
| 30 mai | Pittsburgh | 3-2 (2-0, 0-2, 1-0) | San José | Consol Energy Center 18 596 spectateurs |

| Feuille de match | Feuille de match | Feuille de match    | Feuille de match                                                                    | Feuille de match                                                   |
| ---------------- | --- | ------------------- | ----------------------------------------------------------------------------------- | ------------------------------------------------------------------ |
|                  | Rust (Schultz, Kunitz) — 12 min 46 s Sheary (Crosby, Määttä) — 13 min 48 s - Bonino (Letang, Hagelin) — 57 min 27 s | 1-0 2-0 2-1 2-2 3-2 | - Hertl (Donskoi, Burns) — 23 min 2 s (SN) Marleau (Burns, Couture) — 38 min 12 s - | Arbitrage : Dan O'Halloran, Dan O'Rourke Derek Amell, Jonny Murray |
| Murray           | Gardiens | Jones               |                                                                                     | Arbitrage : Dan O'Halloran, Dan O'Rourke Derek Amell, Jonny Murray |
| 6 min            | Pénalités | 8 min               |                                                                                     | Arbitrage : Dan O'Halloran, Dan O'Rourke Derek Amell, Jonny Murray |
| 41               | Tirs | 26                  |                                                                                     | Arbitrage : Dan O'Halloran, Dan O'Rourke Derek Amell, Jonny Murray |

| 1er juin | Pittsburgh | 2-1 (pr) (0-0, 1-0, 0-1, 1-0) | San José | Consol Energy Center 18 655 spectateurs |

| Feuille de match | Feuille de match                                                               | Feuille de match | Feuille de match                        | Feuille de match                                                        |
| ---------------- | ------------------------------------------------------------------------------ | ---------------- | --------------------------------------- | ----------------------------------------------------------------------- |
|                  | Kessel (Bonino, Hagelin) — 28 min 20 s - Sheary (Letang, Crosby) — 62 min 35 s | 1-0 1-1 2-1      | - Braun (Couture, Ward) — 55 min 55 s - | Arbitrage : Wes McCauley, Kelly Sutherland Pierre Racicot, Brian Murphy |
| Murray           | Gardiens                                                                       | Jones            |                                         | Arbitrage : Wes McCauley, Kelly Sutherland Pierre Racicot, Brian Murphy |
| 2 min            | Pénalités                                                                      | 4 min            |                                         | Arbitrage : Wes McCauley, Kelly Sutherland Pierre Racicot, Brian Murphy |
| 30               | Tirs                                                                           | 22               |                                         | Arbitrage : Wes McCauley, Kelly Sutherland Pierre Racicot, Brian Murphy |

| 4 juin | San José | 3-2 (pr) (1-1, 0-1, 1-0, 1-0) | Pittsburgh | SAP Center 17 562 spectateurs |

| Feuille de match | Feuille de match                                                                                                 | Feuille de match    | Feuille de match                                                  | Feuille de match                                                   |
| ---------------- | --- | ------------------- | ----------------------------------------------------------------- | ------------------------------------------------------------------ |
|                  | - Braun (Thornton, Vlasic) — 9 min 34 s - Ward (Donskoi, Thornton) — 48 min 48 s Donskoi (Tierney) — 72 min 18 s | 0-1 1-1 1-2 2-2 3-2 | Lovejoy — 5 min 29 s - Hornqvist (Lovejoy, Määttä) — 39 min 7 s - | Arbitrage : Dan O'Halloran, Dan O'Rourke Derek Amell, Jonny Murray |
| Jones            | Gardiens | Murray              |                                                                   | Arbitrage : Dan O'Halloran, Dan O'Rourke Derek Amell, Jonny Murray |
| 2 min            | Pénalités | 6 min               |                                                                   | Arbitrage : Dan O'Halloran, Dan O'Rourke Derek Amell, Jonny Murray |
| 26               | Tirs | 42                  |                                                                   | Arbitrage : Dan O'Halloran, Dan O'Rourke Derek Amell, Jonny Murray |

| 6 juin | San José | 1-3 (0-1, 0-1, 1-1) | Pittsburgh | SAP Center 17 562 spectateurs |

| Feuille de match | Feuille de match                            | Feuille de match | Feuille de match | Feuille de match                                                        |
| ---------------- | ------------------------------------------- | ---------------- | --- | ----------------------------------------------------------------------- |
|                  | - Karlsson (Tierney, Dillon) — 48 min 7 s - | 0-1 0-2 1-2 1-3  | Cole (Kessel, Malkine) — 7 min 36 s Malkine (Kessel, Letang) — 22 min 37 s (SN) - Fehr (Hagelin, Määttä) — 57 min 58 s | Arbitrage : Kelly Sutherland, Wes McCauley Brian Murphy, Pierre Racicot |
| Jones            | Gardiens                                    | Murray           | | Arbitrage : Kelly Sutherland, Wes McCauley Brian Murphy, Pierre Racicot |
| 4 min            | Pénalités                                   | 4 min            | | Arbitrage : Kelly Sutherland, Wes McCauley Brian Murphy, Pierre Racicot |
| 24               | Tirs                                        | 20               | | Arbitrage : Kelly Sutherland, Wes McCauley Brian Murphy, Pierre Racicot |

| 9 juin | Pittsburgh | 2-4 (2-3, 0-0, 0-1) | San José | Consol Energy Center 18 680 spectateurs |

| Feuille de match | Feuille de match                                                            | Feuille de match        | Feuille de match | Feuille de match                                                   |
| ---------------- | --------------------------------------------------------------------------- | ----------------------- | --- | ------------------------------------------------------------------ |
|                  | - Malkine (Kessel, Letang) — 4 min 44 s (SN) Hagelin (Bonino) — 5 min 6 s - | 0-1 0-2 1-2 2-2 2-3 2-4 | Burns (Karlsson, Couture) — 1 min 4 s Couture (Braun) — 2 min 53 s - Karlsson (Couture) — 14 min 47 s Pavelski (Thornton) — 58 min 40 s (CV) | Arbitrage : Dan O'Rourke, Dan O'Halloran Derek Amell, Jonny Murray |
| Murray           | Gardiens                                                                    | Jones                   | | Arbitrage : Dan O'Rourke, Dan O'Halloran Derek Amell, Jonny Murray |
| 4 min            | Pénalités                                                                   | 8 min                   | | Arbitrage : Dan O'Rourke, Dan O'Halloran Derek Amell, Jonny Murray |
| 46               | Tirs                                                                        | 22                      | | Arbitrage : Dan O'Rourke, Dan O'Halloran Derek Amell, Jonny Murray |

| 12 juin | San José | 1-3 (0-1, 1-1, 0-1) | Pittsburgh | SAP Center 17 562 spectateurs |

| Feuille de match | Feuille de match                            | Feuille de match | Feuille de match | Feuille de match                                                        |
| ---------------- | ------------------------------------------- | ---------------- | --- | ----------------------------------------------------------------------- |
|                  | - Couture (Karlsson, Burns) — 26 min 27 s - | 0-1 1-1 1-2 1-3  | Dumoulin (Schultz, Kunitz) — 8 min 16 s (SN) - Letang (Crosby, Sheary) — 27 min 46 s Hornqvist (Crosby) — 58 min 58 s (CV) | Arbitrage : Wes McCauley, Kelly Sutherland Brian Murphy, Pierre Racicot |
| Jones            | Gardiens                                    | Murray           | | Arbitrage : Wes McCauley, Kelly Sutherland Brian Murphy, Pierre Racicot |
| 4 min            | Pénalités                                   | 4 min            | | Arbitrage : Wes McCauley, Kelly Sutherland Brian Murphy, Pierre Racicot |
| 19               | Tirs                                        | 27               | | Arbitrage : Wes McCauley, Kelly Sutherland Brian Murphy, Pierre Racicot |

### Statistiques des joueurs
| Nom               | PJ | B  | A  | Pts | +/- | Pun |
| ----------------- | -- | -- | -- | --- | --- | --- |
| Phil Kessel       | 24 | 10 | 12 | 22  | 5   | 4   |
| Sidney Crosby     | 24 | 6  | 13 | 19  | −2  | 4   |
| Ievgueni Malkine  | 23 | 6  | 12 | 18  | 1   | 18  |
| Nick Bonino       | 24 | 4  | 14 | 18  | 9   | 12  |
| Carl Hagelin      | 24 | 6  | 10 | 16  | 9   | 14  |
| Kristopher Letang | 23 | 3  | 12 | 15  | 6   | 22  |
| Patric Hörnqvist  | 24 | 9  | 4  | 13  | −5  | 10  |
| Chris Kunitz      | 24 | 4  | 8  | 12  | 2   | 15  |
| Conor Sheary      | 23 | 4  | 6  | 10  | −1  | 8   |
| Bryan Rust        | 24 | 6  | 3  | 9   | 7   | 6   |
| Brian Dumoulin    | 24 | 2  | 6  | 8   | −3  | 2   |
| Olli Määttä       | 18 | 0  | 7  | 7   | 5   | 4   |
| Matt Cullen       | 24 | 4  | 2  | 6   | 3   | 8   |
| Trevor Daley      | 15 | 1  | 5  | 6   | 1   | 10  |
| Ben Lovejoy       | 24 | 2  | 4  | 6   | 5   | 12  |
| Tom Kühnhackl     | 24 | 2  | 3  | 5   | 1   | 0   |
| Eric Fehr         | 23 | 3  | 1  | 4   | −1  | 6   |
| Justin Schultz    | 15 | 0  | 4  | 4   | 1   | 0   |
| Ian Cole          | 24 | 1  | 2  | 3   | 6   | 14  |
| Beau Bennett      | 1  | 0  | 0  | 0   | −2  | 0   |
| Derrick Pouliot   | 2  | 0  | 0  | 0   | 1   | 2   |
| Oskar Sundqvist   | 2  | 0  | 0  | 0   | 0   | 0   |